# VP7
VP7 ist ein proprietäres Format und zugehöriger Videocodec für verlustbehaftet komprimierte Videodaten. Es ist eine Inkarnation von TrueMotion, einer Reihe von Video-Codecs und -Formaten, die vom Unternehmen On2 Technologies entwickelt und vertrieben wurden.
Er wurde im Januar 2005 vorgestellt, im März 2005 freigegeben und darf seit Juli 2005 für private Zwecke (VP7 Personal Edition) kostenlos genutzt werden. On2 bewarb ihn als Konkurrenzformaten wie H.264 und VC-1 überlegene Lösung mit bis zu 50 % besserer Kompression als sein Vorgänger VP6, welcher insbesondere in Adobe Flash Videos zum Einsatz kam.

## Verwendung
Er findet bei IP-Telefonie-Software für Videokonferenzen Anwendung, insbesondere in Skype 2.0, AOL AIM, Move Networks, Viewpoint Media Player, und Tencent Messenger/QQ.
Die US-amerikanischen Rundfunknetzwerke ABC und FOX streamen Videoinhalte in VP7 ins Web über eine Lösung von Move networks mit einem Zusatzmodul für die Web-Browser Firefox und Internet Explorer.